# ستالكير:قلب تشيرنوبل
ستالكير:قلب تشيرنوبل (بالإنجليزية: S.T.A.L.K.E.R. 2: Heart of Chornobyl)‏ هي لعبة تصويب منظور الشخص الأول ورعب البقاء من تطوير شركة جي إس سي جيم ورلد. صدرت اللعبة في 20 نوفمبر 2024، على منصات مايكروسوفت ويندوز وإكس بوكس سيريس إكس وسيريس أس.

## روابط خارجية
- ستالكير:قلب تشيرنوبل على موقع IMDb (الإنجليزية)